# عدنان سمیع
عدنان سمیع (پشتو و اردو: عدنان سمیع؛ زاده ۱۵ اوت ۱۹۷۱) یک موسیقی‌دان پشتون تبار اهل افغانستان ساکن هندوستان است. وی از سال ۱۹۸۶ میلادی تاکنون مشغول فعالیت بوده‌است.